# صنوبر بوسني
الصنوبر البوسني نوع نباتي شجري من ضرب الصنوبر الحقيقي يتبع الفصيلة الصنوبرية. ينتشر في أوروبا من البلقان إلى جنوب إيطاليا.